# Correio da Manhã
Correio da Manhã – jedna z głównych portugalskich gazet codziennych o charakterze tabloidu, wydawana w Lizbonie. Wydawcą gazety jest grupa Cofina. Jednorazowy nakład sięga 150 tysięcy egzemplarzy.
Założył ją w 1979 roku Vitor Direito, portugalski prawnik i dziennikarz. Direito zafascynowany był brytyjskimi tabloidami, dlatego od pierwszego numeru, wydanego w niedzielę 19 marca 1979 roku, Correio da Manhã wzorowana jest na The Sun. Pierwsza redakcja liczyła 15 osób, i mieściła się w piwnicy przy ulicy Ruben A. Leitao. Gazeta została dobrze przyjęta przez czytelników i reklamodawców. Po roku działalności redakcja przeniosła się do bardziej prestiżowej siedziby przy Avenida João Crisóstomo.
Correio da Manhã jako pierwsza w Portugalii wprowadziła kolorowy druk, dodatki tematyczne i program telewizyjny. W 1986 roku miała blisko 60 tysięcy nakładu. W czerwcu 2000 roku Vitor Direito odebrał z rąk prezydent kraju Jorge Sampaio Order Infanta Henryka za wybitne zasługi dla kultury Portugalii. Od roku 2013 gazeta ma własny kanał telewizyjny Correio da Manhã TV, nadający przez 24 godziny w Portugalii, Angoli, Mozambiku, Kanadzie i Francji.